# 메건 어고스타
메건 크리스티나 어고스타(영어: Meghan Christina Agosta, 1987년 2월 12일~)는 캐나다의 여자 아이스하키 선수로 포지션은 포워드이다. 캐나다 여자 아이스하키 국가대표팀의 일원으로 2006년, 2010년, 2014년 동계 올림픽에서 금메달을 획득했고 2018년 동계 올림픽에서 은메달을 획득했다. 또한 2010년 올림픽에서 여자 아이스하키 종목 MVP로 선정되었으며 세계 선수권 대회에서 금메달 2개, 은메달 6개를 획득했다.

## 같이 보기
- 2006년 동계 올림픽 아이스하키
- 2010년 동계 올림픽 아이스하키
- 2014년 동계 올림픽 아이스하키